# St. Clair County (Illinois)
St. Clair County is een county in de Amerikaanse staat Illinois.
De county heeft een landoppervlakte van 1.719 km² en telt 256.082 inwoners (volkstelling 2000). De hoofdplaats is Belleville.

## Bevolkingsontwikkeling

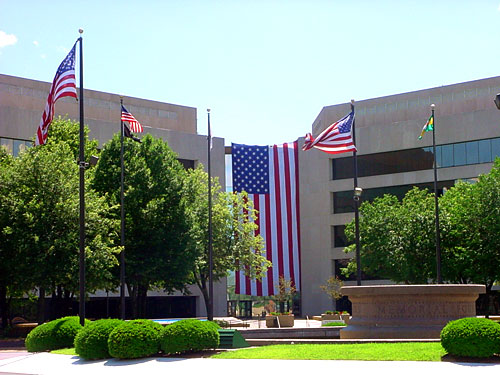
St. Clair County Courthouse